# Charles Blanc

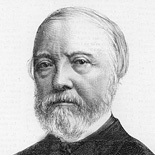
Charles-Alexandre-Philippe-Auguste Blanc

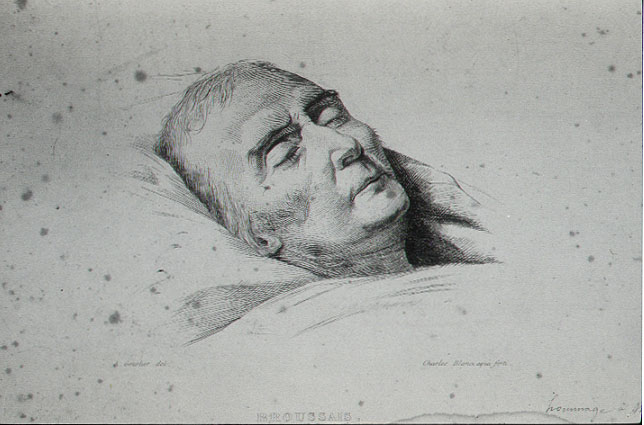
Radierung von Charles Blanc: Der französischen Physiker François Broussais auf seinem Todesbett

De Paris a Venise, 1857

Charles-Alexandre-Philippe-Auguste Blanc (* 17. November 1813 in Castres, Frankreich; † 7. Januar 1882 in Paris) war französischer Kunsttheoretiker und -kritiker sowie Bruder von Louis Blanc.
Blanc studierte bis 1835 in Paris bei den Kupferstechern Paolo Mercuri und Luigi Calamatta. 1845 veröffentlichte er sein Werk Histoire des peintres français du dix-neuvième siècle, in dem er Kritik an der zeitgenössischen Malerei übte.
Nach der Februarrevolution 1848 in Frankreich war Blanc bis 1850 Direktor der Abteilung für Schöne Künste im Pariser Innenministerium. Dort legte er die Richtlinien der staatlichen Kunstförderung erstmals fest. Seine Ziele waren unter anderen die Demokratisierung und Popularisierung der Kunst. So forderte er zum Beispiel die Ausgestaltung von Bahnhöfen mit zeitgenössischer Malerei und beauftragte zahlreiche Künstler für die Gestaltung von Volksfesten. Den Maler Paul-Marc-Joseph Chenavard beauftragte Charles Blanc damit, eine Konzeption für die Ausmalung des Pantheons mit einem Zyklus zum Thema „Philosophie der Geschichte der Menschheit“ zu erarbeiten.
Von 1848 bis 1876 arbeitete er an seinem Werk Histoire des peintres de toutes les écoles, in welchem er Biographien von den wichtigsten Malern der europäischen Schulen sammelte. 1859 gründete er die erste internationale Kunstzeitschrift Gazette des Beaux-Arts und wurde deren Chefredakteur.
Von 1870 bis 1873 war Charles Blanc erneut Direktor der staatlichen Abteilung für Schöne Künste. Seine Hauptprojekte während seiner zweiten Amtszeit waren die Verbesserung des Zeichenunterrichts an den französischen Schulen sowie die Gründung des „Musée Européen des Copies“, das 1873 im Industriepalast eröffnet wurde. Gezeigt wurden hier 159 großformatige in Ölmalerei gefertigte Kopien von kunsthistorischen Meisterwerken europäischer Malerei, mit deren Ausführung in Museen und Kirchen in Russland, Italien und Spanien Blanc Dutzende zeitgenössischer Maler wie Jean-Jacques Henner (1829–1905) oder Charles Loyeux (1823–1898) beauftragt hatte. Aus politischen Gründen wurde das Museum bereits 1874 geschlossen und die Gemälde in die École des Beaux-Arts verbracht, wo sie sich heute noch befinden und großenteils in der Kapelle des Petits-Augustins zu sehen sind. Nach Roberto Longhi könnte Georges Seurat hier die beiden Ölgemälde nach den Fresken Piero della Francescas in der Kapelle Bacci der Franziskuskirche von Areszzo gesehen haben.
Sein Hauptwerk Grammaire des Arts du Dessin, eine Zusammenfassung der Grundlagen der Kunstphilosophie, Kunsttheorie und Kunstgeschichte zum Gebrauch für Künstler, Kunstwissenschaftler und Kunstinteressierte, erschien 1860 bis 1866 in einer Folge von 36 Artikeln in der Gazette des Beaux-Arts und 1867 als Buch, das zahlreiche Auflagen erreichte, ins Englische übersetzt wurde und innerhalb von 20 Jahren internationale Verbreitung fand. Darin enthalten sind wissenschaftliche Grundlagen zum Gebrauch der Linien und Farben sowie zur Anwendung des ägyptischen Kanons der Proportionen des menschlichen Körpers, den Charles Blanc während einer Forschungsreise nach Ägypten, deren Verlauf er 1976 in Buchform veröffentlichte, dokumentiert hatte.
In seiner Grammaire des arts du Dessin legte Charles Blanc den Künstlern nahe, die Kenntnis des Simultankontrasts und der optischen Farbenmischung in der Malerei zu nutzen, weshalb sein Werk zur Grundlage für die Entstehung des Pointillismus wurde.
1881 wurde er als assoziiertes Mitglied in die Académie royale des Sciences, des Lettres et des Beaux-Arts de Belgique aufgenommen.